# Diego Polido
Diego Polido y su hijo Juan Polido, o Pulido, también llamados erróneamente Hermanos Polido,  fueron alfareros de Triana (Sevilla) del siglo XVI. Entre los años 1526 y 1554 fabricaron azulejos para diferentes edificios de Sevilla, entre ellos el pabellón o cenador de Carlos V del Alcázar de Sevilla (1543) y la Casa de Pilatos (Sevilla) (1536-1538), también destinaron su producción a otros lugares como la Alhambra de Granada, Santo Domingo y Puerto Rico.

## Obra
- Pabellón de Carlos V del Alcázar de Sevilla. Es un templete cuadrado que dispone de puerta en uno de sus lados y ventanas en los otros tres. En el exterior está rodeado por una galería sostenida por columnas. Las paredes exteriores e interiores del edificio están cubiertas de azulejos con diferentes motivos ornamentales. Se tiene constancia documental de que el 11 de agosto de 1543 "se dio pago a Juan Polido Ollero, de milcientoveinte azulejos a dos maravedíes cada uno", el 18 de agosto del mismo año "se dio pago a Juan Polido Ollero, de trescientoscuarenta azulejos a dos maravedíes cado uno", mientras que el uno de septiembre "se dio pago a Diego Polido, azulejero, de trescientossetenta azulejos a dos maravedíes cada uno".[4][5]

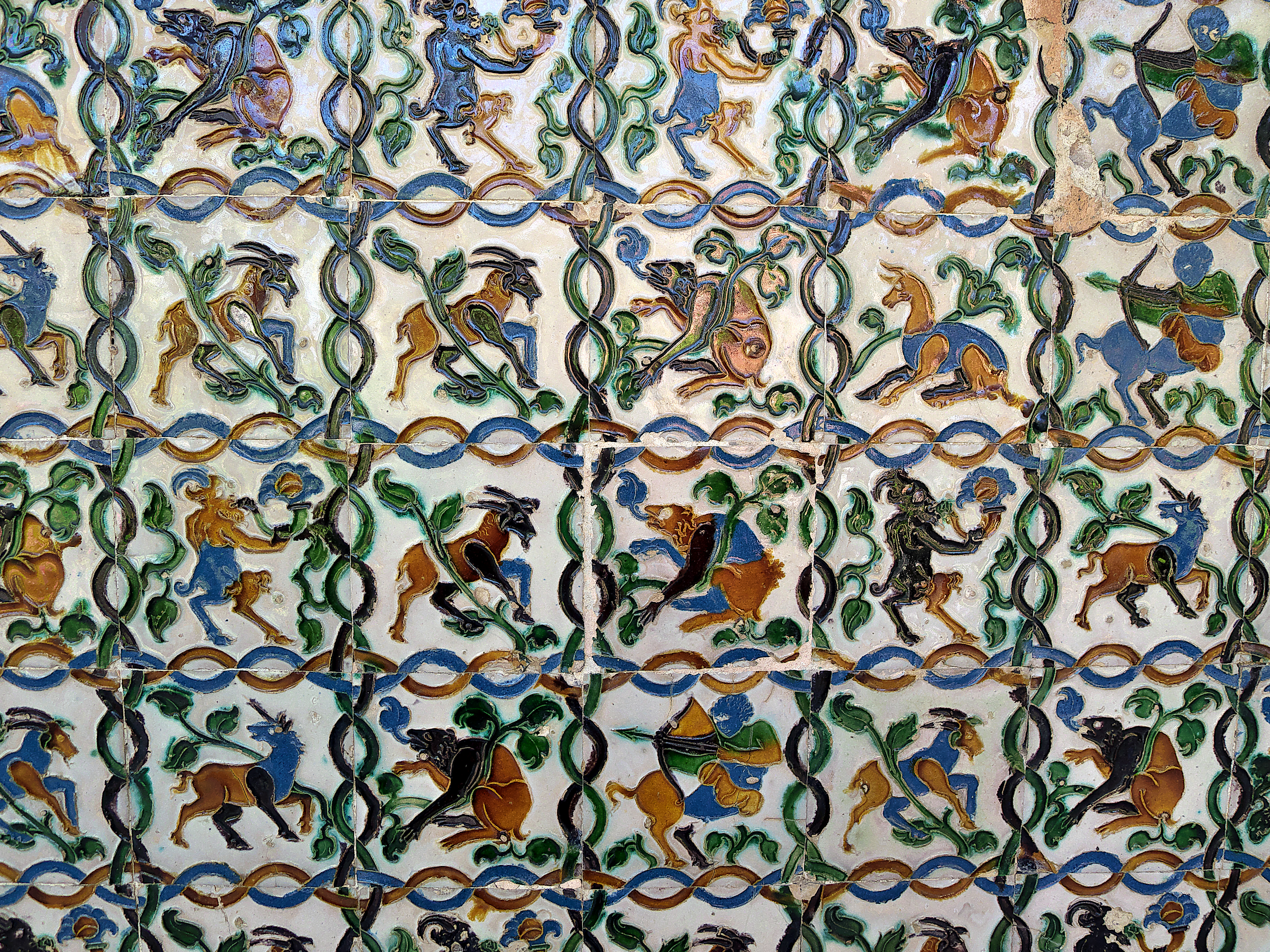
Azulejos del Pabellón de Carlos V del Alcazar de Sevilla por Juan y Diego Polido (1543).

- Casa de Pilatos (Sevilla). Se conserva un contrato del 1 de octubre de 1538 por el cual Diego y Juan Polido, alfareros de Triana, se comprometían a entregar 2 000 azulejos por semana para el palacio.[6]

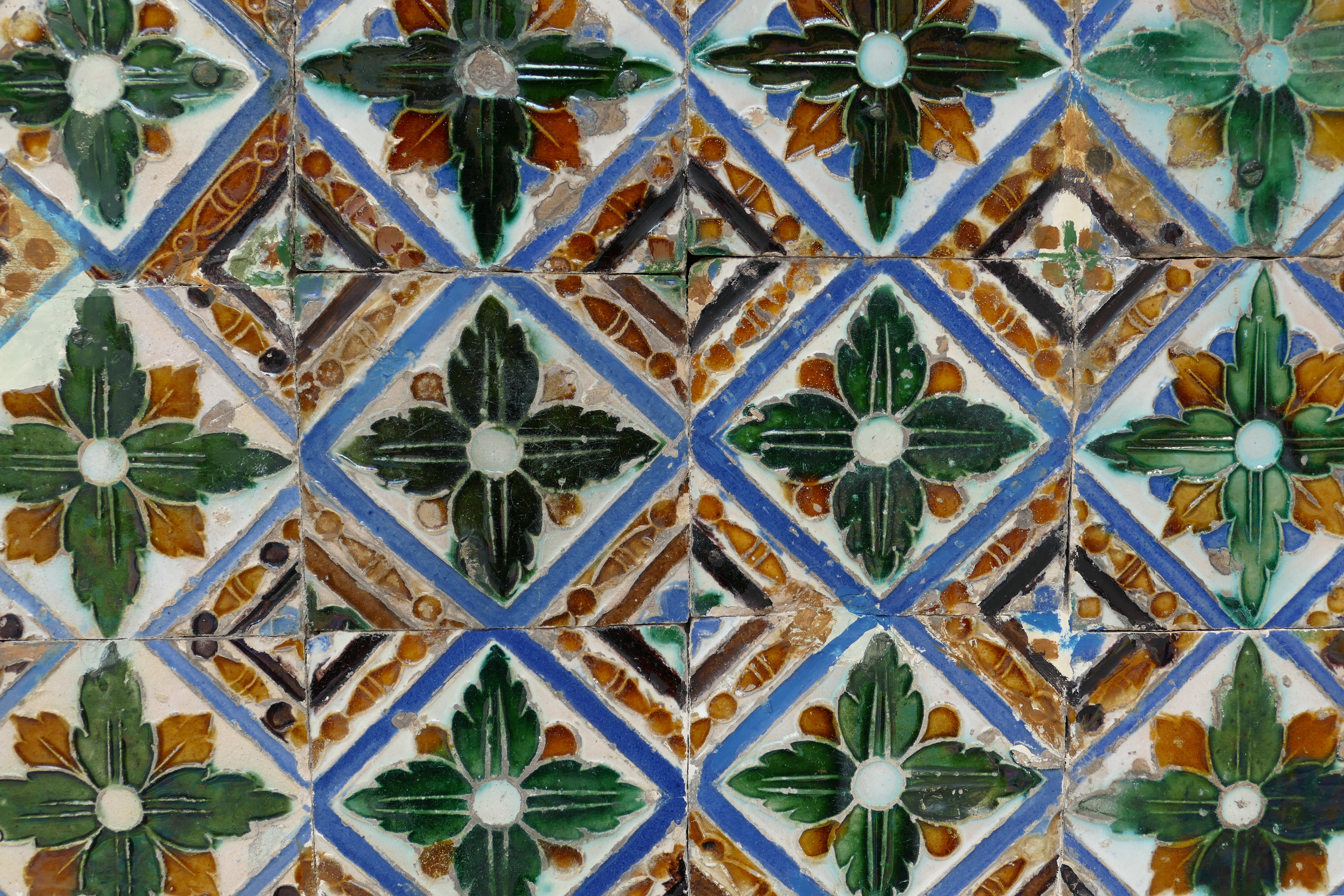
Azulejos de la Casa de Pilatos (Sevilla) por Juan y Diego Polido (1536-1538).

- Convento de Santa Clara (Sevilla). Realizaron los paños de azulejos situados en el claustro principal del convento.